# Podgórze (Ostrowiec)
Pour les articles homonymes, voir Podgórze.
Podgórze est une localité polonaise de la gmina de Ćmielów, située dans le powiat d'Ostrowiec en voïvodie de Sainte-Croix.